# Bakchawadi, Bidar
Bakchawadi là một làng thuộc tehsil Bidar, huyện Bidar, bang Karnataka, Ấn Độ.